# Psenulus fuscipennis
Psenulus fuscipennis ist ein Hautflügler aus der Familie der Crabronidae.

## Merkmale
Die Wespe erreicht eine Körperlänge von 6 bis 8 Millimetern. Die Art ist nur schwer von den anderen Arten der Gattung Psenulus zu unterscheiden. Die zweite rücklaufende Flügelader mündet in der zweiten Cubitalzelle, der Scheitel ist nadelrissig gefurcht. Die Basisfläche auf dem dritten Sternit ist beim Weibchen abgegrenzt. Die Männchen sind am fünften und sechsten Sternit fransig und lang behaart.

## Vorkommen
Die Art ist von Europa bis nach Ostasien verbreitet. Sie besiedelt verschiedene trockene Lebensräume, in denen ausreichende Nistmöglichkeiten vorgefunden werden. Die Art fliegt in einer Generation von Ende Juni bis September. Sie ist in Mitteleuropa verbreitet anzutreffen. 

## Lebensweise
Die Weibchen legen ihre Nester in Bohrgängen von Käfern, Stängeln und auch Nistkästen mit Durchmessern zwischen 3,5 und 6 Millimetern an. Das Mark von Stängeln wird beim Nestbau ausgenagt. Pro Nest werden 8 bis 10, maximal 20 Zellen angelegt, die jeweils mit bis zu 47 Röhrenblattläusen (Aphididae) befüllt werden. Zellen, in denen weibliche Larven heranwachsen, sind langgestreckter angelegt. Die Zellwände und der Nestverschluss werden mit einem feinen, seidigen Speichelsekret hergestellt. Bevor eine Zelle verschlossen wird, wird jedes Beutetier nochmals einzeln kontrolliert. Es kann vorkommen, dass die Larven die Zellwände mit zunehmendem Wachstum zerstören, dann entstehen bei der Verpuppung größere Gemeinschaftskokons. Während des Nestbaus übernachten die Weibchen im unfertigen Nest. 